# Guarea zarceroensis
Guarea zarceroensis là một loài thực vật có hoa trong họ Meliaceae. Loài này được Coronado mô tả khoa học đầu tiên năm 2006.